# Margarita Mamun
Margarita Mamun (en russe : Маргарита Мамун) est une gymnaste rythmique russe, d'origine bangladaise par son père et Russe par sa mère, championne olympique aux Jeux Olympiques d'été de 2016.

## Biographie
Margarita Mamun est née le 1er novembre 1995 à Moscou, en Russie, d'un père bangladais et d'une mère russe. Elle a la double nationalité russo-bangladaise. Elle est entraînée par Amina Zaripova. 
En parlant de ses débuts:
''Au début j'ai adoré, puis quand c'est devenu plus dur et quand les exigences sont devenues plus hautes, quand ils ont commencé à élever la voix contre moi, je suis devenue hésitante. Je voulais retourner vivre à la maison chez ma mère. Pour autant que je sache, certains parents disent juste : "Eh bien, si tu ne veux pas faire ça, tu peux partir." Mais les miens ont insisté et j'ai continué ! Je les remercie d'ailleurs de ne pas m'avoir laissée partir ! "
"Quand tout fonctionne pour moi, je suis au sommet du monde. Les moments passés sur le podium sont les meilleurs de votre vie ! Les gens ne voient pas toutes nos heures de travail et personne ne sait ce qui se passe derrière la scène. [...] Le dicton dit : ''Travaille dur, réussis facilement" mais c'est plutôt "Travaille dur, réussis difficilement" ! Car personne ne dira que c'est facile. Parfois j'exécute mon enchaînement malgré la douleur parce qu'il n'y a pas d'autres moyens. J'ai des problèmes avec mes pieds et je continue à travailler pour y remédier, mais quand vous êtes en compétition, que vous avez toute cette adrénaline avec vous, vous n'y faites pas forcément attention. Vous pensez à plein d'autres choses."
Son entraîneur, Amina Zaripova, à propos de Mamun :
"Elle n'est pas l'athlète typique russe ; elle a un teint olive et un look exotique. Elle saute très haut et atterrit avec beaucoup de douceur, elle flotte véritablement dans les airs, elle vole presque. Mais nous avons un problème avec ses pieds. Ses pieds sont, à vrai dire, parfaitement normaux, des pieds humains et athlétiques, mais chaque fois que nous commençons à travailler l'enchaînement, la première chose que Rita entend c'est : ''Pense à ton pied, tends ton pied !'' C'est fâcheux, ça la désavantage. [...] Margarita est très secrète, gardant tout pour elle-même. L'année dernière [2013], quand elle a concouru aux Championnats d'Europe, nous avions une dernière séance d'entraînement. Rita s'est entraînée pendant 9 heures non-stop. Rien ne semblait fonctionner. Elle ne pouvait pas faire correctement son enchaînement au ruban. Je me suis assise et j'ai pensé : ''Quand va-t-elle enfin fondre en larmes?" Mais Margarita est allée se réfugier dans la petite loge de tissus, nous tournant le dos à moi et à Irina [Viner] pour essuyer ses larmes. Irina a dit qu'elle n'avait jamais vu rien de tel. Et elle est devenue championne européenne au ruban."
Irina Viner, à propos de Margarita Mamun :
"C'est un ange. Je n'ai jamais eu à lever ma voix contre elle. Jamais.(voir le documentaire « Limites » Arte 26-06-2019 pour apprécier la « mauvaise foi » de cette phrase...) C'est ''Rita, ma chérie''. Même quand elle a fait des fautes et qu'elle me demande "Pourquoi ?", je lui explique tout et elle est d'accord. Je la serre dans mes bras, nous nous embrassons et il n'y a pas de sentiments néfastes. [...] Cette fille n'est pas faite pour la compétition. Elle exécute ses enchaînements pour apporter la lumière et la joie aux personnes qui la regardent. Quand vous lui parlez de gagner, ça rate. ",

## Carrière sportive sénior

### Saison 2011
2011 est la première année en tant que sénior pour Margarita. Cette année, elle participe au Tournoi International de Calais, en France. Elle remporte le concours général ainsi que 3 finales. Elle se fait remarquer lors de la Coupe du Monde de Montréal au Canada, où elle remporte la médaille de bronze du concours général.

### Saison 2012
Lors du Grand Prix de Moscou de 2012, Mamun termine à la neuvième place du concours général. Elle participe également à la Coupe du Monde de Kiev, avec sa compatriote Daria Dmitrieva et gagne trois médailles de bronze (cerceau, ballon, ruban). Pendant la Coupe du Monde de Tachkent, elle termine quatrième.
Margarita Mamun ne participe pas aux Jeux Olympiques de Londres, les deux gymnastes engagées pour son pays étant Evgenia Kanaeva et Daria Dmitrieva. Elle participe à l'Aeon Cup 2012, au Japon, avec Daria Dmitrieva. Elle remporte la médaille d'or par équipe.

### Saison 2013
Le premier grand rendez-vous international auquel Mamun participe en 2013 est le grand prix de Moscou. La gymnaste empoche l'or au concours général, prenant ainsi la tête de l'équipe de Russie. Lors du Grand Prix de Thiais, et pendant la Coupe du Monde de Lisbonne, la gymnaste rafle toutes les médailles d'or, c'est-à-dire qu'elle gagne le concours général et les quatre finales (cerceau, ballon, massues, ruban).
Rita participe pour la première fois en 2013 aux Championnats d'Europe, se déroulant cette année à Vienne. Avec ses compatriotes Yana Kudryavtseva et Daria Svatkovskaya, elle gagne la médaille d'or par équipe. Elle remporte également la médaille d'argent aux finales cerceau (l'or est gagné par Svatkovskaya), ballon et massues (l'or est gagné par Kudryavtseva). Elle devient championne d'Europe au ruban.
Elle concourt pour la Russie lors des Universiades d'été organisées à Kazan avec Alexandra Merkulova. Elle empoche l'or au concours général ainsi qu'au cerceau, aux massues et au ruban. Pendant la Coupe du Monde de Saint-Pétersbourg, Rita remporte de nombreuses finales, ainsi que le concours général.
Mamun participe aux championnats du Monde de Kiev avec Yana Kudryavtseva. Elle se qualifie pour toutes les finales par engin, ainsi que pour le concours général. Elle gagne le bronze au cerceau, l'or au ballon et l'or aux massues (elle arrive ex æquo avec Kudryavtseva pour cet engin). Le podium de la finale ruban lui est inaccessible après une erreur sur un rattrapé d'engin. Pour certains, Mamun était la favorite des championnats, ayant gagné de nombreuses compétitions durant toute l'année. Elle était même arrivée 1re aux qualifications du concours général. Cependant, la gymnaste ne parvint pas à accéder au podium lors de la finale du concours général : elle a effectivement commis de nombreuses erreurs (déséquilibres, imprécisions, lâchés d'engins...). Elle termine à la 6e place, derrière la chinoise Deng Senyue et la coréenne Son Yeon-Jae. 
Mamun termine la saison avec une note moins amère, en remportant l'or au concours général et aux finales du ballon et du ruban l’argent au cerceau et le bronze aux massues au Grand Pirx de Brno, ainsi que l'or au concours général et aux des finales au cerceau et au ballon, l’argent aux massues à la finale du Grand Prix de Berlin. Elle finit troisième à l'AEON-Cup.

### Saison 2014
Margarita Mamun commence cette nouvelle année de compétition avec le Grand Prix de Moscou. La gymnaste y présente quatre nouveaux enchaînements. Elle gagne la médaille d'or aux cerceau, ballon et massues. Elle gagne le concours général individuel à Moscou et à Holon, lors des Grand Prix. Rita se contente de la médaille d'argent des concours généraux individuels du Grand Prix de Thiais, de la Coupe du Monde de Stuttgart et de celle de Pesaro, devancée par sa coéquipière Yana Kudryavtseva, championne du Monde en titre. Mamun est à nouveau victorieuse au concours général des compétitions à Corbeil-Essonnes et à Tachkent lors des Coupes du Monde. La gymnaste remet son titre en jeux en participant aux championnats de Russie 2014. Elle perd son titre et termine à la deuxième place du concours général, battue par Kudryavtseva. Elle commet quelques erreurs pendant la Coupe du Monde de Minsk et gagne la médaille de bronze du concours général. 
En juin, Mamun participe aux championnats d'Europe ayant lieu à Bakou, en Azerbaïdjan. De nombreux lâchés d'engin aux massues et deux grosses erreurs au cerceau, sans doute causés par le stress, lui barrent l'accès au podium. Elle termine cinquième. C'est une grande déception pour la gymnaste, pourtant candidate très sérieuse au podium, voire au titre. Cet épisode rappelle celui des championnats du Monde 2013 de Kiev: Mamun était passé à côté de la gloire d'une médaille qui lui était pourtant promise après une saison sans faute. Son entraîneur, Zaripova, apportera plus tard cette explication : ''Rita, avec Sasha Merkulova était numéro 4 ou 5 de l'équipe nationale [en 2012], donc après la retraite de Kanaeva, Dmitrieva et Kondakova, Mamum était la successeure évidente pour prendre la tête de l'équipe. Et elle a occupé la place qui lui était due. Et elle tait très prometteuse. Rita est très émotionnelle avec une pensée théâtrale. Elle se prépare comme pour aller sur la scène et faire un spectacle. Quand elle était petite, nous travaillions sur les problèmes techniques et donc Rita était très stable. Plus tard il a été nécessaire de trouver quelque chose de nouveau, d'unique et de spécial. On a commencé à chercher. Dieu merci, nous avons trouvé aujourd'hui. Oui, ça ne s'est pas bien passé l'an dernier aux Championnats d'Europe [Bakou 2014], alors que nous étions très bien préparées. Rita a fait des erreurs stupides au cerceau et n'a pris que la 19e place. La même chose est arrivée pour les massues.''
Aux Championnats du monde de gymnastique rythmique 2014, elle se rattrape pourtant avec trois médailles d'argent au concours général, au cerceau et au massues, derrière sa compatriote Yana Kudryavtseva. En revanche elle remporte deux médailles d'or : au ballon (ex-aequo avec Yana Kudryavtseva) et au ruban. 
Elle finit sa saison sur de très bons résultats avec le quintuple gagnant (cinq médailles d'or) au Grand Prix de Brno et le Grand Prix d’Innsbruck.

### Saison 2015

#### Jeux européens 2015
Aux Jeux européens de 2015 à Bakou, Mamun réalise de bons résultats avec une médaille d'argent, derrière Yana Kudryavtseva. Contrairement au format habituel, les finalistes concourent à six à raison d’une seule gymnaste par nation représentée. Mamun arrivant 2e aux qualifications du ballon, des massues et du ruban, ne peut donc espérer se qualifier. Elle se qualifie néanmoins au cerceau et remporte la médaille d'or, grâce à un très bel exercice. 

#### Championnats du monde 2015
Aux Championnats du monde de gymnastique rythmique 2015, Mamun remporte la médaille d'or au cerceau, deux médailles d'argent au ballon et aux ruban. Elle ne présente pas la finale aux massues, ne pouvant pas se qualifier en tant que troisième russe, derrière Yana Kudryavtseva et Alexandra Soldatova ayant obtenu des notes plus hautes aux qualifications. Elle réitère sa position de vice-championne du monde avec une médaille d'argent au concours général, ne réussissant pas à passer devant sa coéquipière Yana Kudryavtseva, pourtant blessée à la cheville gauche. Yana Kudryavtseva prend la tête du classement lors de la première rotation, mais lors de la deuxième et de la troisième rotations, Margarita Mamun la devance avec 0.200 point d'avance. Cependant, des erreurs lors de son passage au ruban ne lui permettent pas d'obtenir la médaille d'or, avec 0.869 point de retard. Elle succède à Kudryavtseva en remportant le prix Longines de l'Élégance 2015.

### Saison 2016
Margarita Mamun commence modestement la saison avec une 4e place au Grand Prix de Moscou, après une sortie au cerceau et une au ruban ainsi qu’un échappé aux massues sur son rattrapé final. Elle se ressaisit lors des deux finales auxquelles elle s’est qualifiée et prend l’or aux massues et au ballon (ex-aequo avec Soldatova). Au MTM Tournament de Ljubljana elle remporte le concours général et toutes les finales exceptés celle du ballon, où elle remporte le bronze. Au Grand Prix de Thiais, elle prend la 1re place du concours général, ainsi qu’en finale du cerceau et des massues. Elle doit se contenter de l’argent au ballon après beaucoup d’imprécisions et ne se qualifie pas au ruban à la suite d'un échappé avec un grand déplacement. À la Coupe de Monde de Pesaro, elle prend la 2e place derrière Yana Kudryavtseva qui a repris la compétition, après environ 6 mois d'arrêt pour blessure. Elle emporte aisément les médailles d'or au cerceau et aux massues, avec deux 19.100. En revanche elle échoue au ballon (5e) et au ruban (4e). Au Grand Prix de Brno elle remporte le quintuple d'or face à Melitina Staniouta et sa compatriote Dina Averina, avec des notes au-dessus des 19. À la Coupe du Monde de Minsk elle réitère le même exploit en remportant un autre quintuple d'or, devançant ainsi sa coéquipière Alexandra Soldatova et la biélorusse Melitina Staniouta. À la Coupe du Monde de Guadalajara, Mamun remporte l'or au concours général, et aux finales cerceau, massues et ruban, s'imposant face à Soldatova. Elle finit 4e au ballon en loupant son dernier risque.
Aux championnats d'Europe 2016 à Holon, Mamun devient pour la première fois vice-championne européenne. Un résultat attendu mais qui pourtant ne fut pas gagné facilement puisque après un premier passage réussi au ruban (19.133), elle se loupe au cerceau avec une chute d'engin, n'obtenant que 18.000. Elle se ressaisit au ballon (19.166), mais demeure néanmoins en 3e place. Ce n'est qu'un magnifique 19.333 aux massues qui lui permettra d'accéder à la 2e marche du podium.
À la Coupe du Monde de Kazan, Mamun remporte la première place du concours générale, devançant ses coéquipières Kudryavtseva et Soldatova, des notes au-dessus de 19 pour tous les engins (dont un très remarqué 19.400 aux massues). Aux finales, elle est médaillée d’or aux massues et au ruban, d'argent au ballon à la suite d'une hésitation sur un roulé et du bronze au cerceau, pénalisée par un petit lâché sur un changement de main. À la Coupe du Monde de Bakou, dernière compétition importante avant les Jeux Olympiques de Rio, Mamun remporte encore une fois la première place du concours général, devançant ses coéquipières Kudryavtseva (retard de 0.100 point) et Soldatova. Elle s’empare de l’or au ballon, aux massues et au ruban (19.400 points à chaque engin), à égalité avec Yana Kudryavtseva, aux deux derniers engins et de l'argent au cerceau.

#### Jeux Olympiques de Rio
Les qualifications se déroulent le 19 août 2016 à l'HSBC Arena, à Rio de Janeiro. Mamun déclare trois semaines avant la compétition que ''ma principale rivale durant les Jeux sera moi-même. Parce que chaque séance d'entraînement est nécessaire pour lutter contre la fatigue, la mauvaise humeur ou autre chose. Je ne peux pas dire que je suis 100% prête pour les Jeux. Je le serai bientôt. Nous nous entraînons à Sao Paulo jusqu'au 15 août. Puis, nous irons à Rio de Janeiro. Avant d'aller sur le praticable, j'écoute juste de la musique. Je n'ai pas de recette secrète ! J'essaie de ne pas penser au combat pour une médaille durant les Jeux [Mamun est en effet fortement pressentie pour une médaille d'argent, sans que la porte pour une médaille d'or ne soit pour autant fermée] parce qu'Irina Viner peut changer l'équipe à la dernière minute [comme en 2012; Alexandra Soldatova est en effet partie avec Mamun et Kudryavtseva]''
Mamun participe aux Jeux Olympiques avec sa coéquipière Yana Kudryavtseva. Les qualifications et les finales se déroulent le 19 et 20 août 2016 à l'HSBC Arena. Mamun se qualifie aisément à la finale, en finissant première des qualifications avec 74,383, à la suite de nombreuses erreurs de Kudryavtseva et des performances dans l'ensemble solides : 18.833 au cerceau malgré une originalité non exécutée, un 19.000 au ballon, un 17.500 aux massues à la suite d'une sortie d'engin et un 19.050 au ruban.
Lors de la finale, Mamun est tout d'abord devancée par Yana Kudryavtseva  de 0.200 point puis de 0.275 point durant les deux premières rotations, malgré de solides performances sans faute majeure (19.050 au cerceau, 19.150 au ballon). Cependant une grave erreur aux massues de la part de Kudryavtseva ouvre la porte vers l'or pour Mamun, qui réalise encore une bonne performance aux massues (19.050 points). L'écart se creuse (0.892 point) et semble irrécupérable pour Kudryavtseva : il aurait alors fallu qu'elle obtienne plus de 20.142 au ruban (note qui n'existe pas) ou que Mamun réalise des fautes lui coûtant plus de 0.892 point (ce qui n'était pas impossible). Mais Mamun réalise son exercice au ruban sans faute majeure et sort donc enfin de l'ombre de sa compatriote Yana Kudryavtseva, après trois championnats du monde sans obtenir la première place du concours général, pour briller sous l'or olympique, avec une avance de 0.875 point. Cette situation est comparable à celle rencontrée lors des JO des Sydney, lors desquels Yulia Barsukova avait remporté l'or olympique contre toute attente, après l’énorme erreur d’Alina Kabaeva au cerceau. 
Mamun au sujet de sa médaille d'or : ''Cette médaille d’or était plutôt inattendue, car dans toutes les compétitions comme celle d’aujourd’hui, d’habitude, c’est Yana qui gagne. C’est pourquoi je ne pensais pas gagner le titre. Je ne savais pas qu’elle avait commis des erreurs car nous n’étions pas placées au même endroit à ce moment-là. J’étais en train de me changer quand Yana est passée. Je n’ai seulement pu voir les scores qu’après notre passage à toutes les deux au ruban. J'ai vraiment été surprise que Yana a fait une erreur, elle qui est habituellement si concentrée et ne montre aucune nervosité. J’ai juste essayé de ne pas faire de faute et de suivre les consignes de mon entraîneur. J’ai essayé de rester calme et de me concentrer au maximum. C’est ce qui m’a permis de réaliser une performance aussi bonne.''
| Année | Compétition     | Lieu           | Concours         | Rang final | Score final | Rang qualifications | Score qualifications |
| ----- | --------------- | -------------- | ---------------- | ---------- | ----------- | ------------------- | -------------------- |
| 2016  | Jeux Olympiques | Rio de Janeiro | Concours général | 1          | 76.483      | 1                   | 74.383               |
| 2016  | Jeux Olympiques | Rio de Janeiro | Cerceau          | 2          | 19.050      | 1                   | 18.833               |
| 2016  | Jeux Olympiques | Rio de Janeiro | Ballon           | 2          | 19.150      | 1                   | 19.000               |
| 2016  | Jeux Olympiques | Rio de Janeiro | Massues          | 1          | 19.050      | 11                  | 17.500               |
| 2016  | Jeux Olympiques | Rio de Janeiro | Ruban            | 2          | 19.233      | 1                   | 19.050               |

## Technique

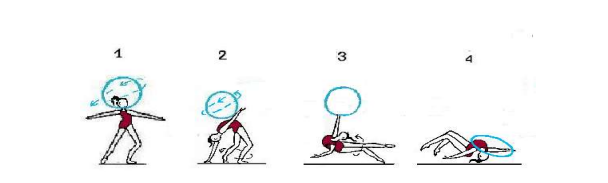
Originalité 1 au cerceau - Mamun

Cerceau : Elle est l'auteure de deux Originalités à cet engin, approuvée par la Fédération internationale de gymnastique pour le cycle olympique 2013-2016 et d'une valeur de 0.400 point chacune. 
Il s'agit pour la première d'une rotation ininterrompue du cerceau autour de l’axe vertical sur la poitrine, derrière la tête, ensuite sur le cou enfin sur le bras jusqu'à la main, pendant une rotation du corps avec le passage au sol. Elle exécute cette originalité de 2014 à 2016.

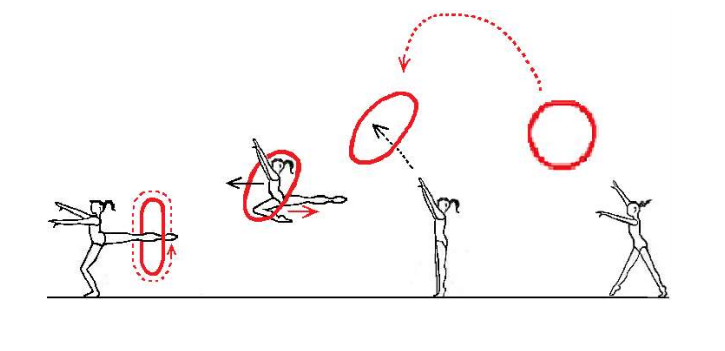
Originalité 2 au cerceau - Mamun

La seconde est un lancer du cerceau sur le plan oblique suivi d'un saut de biche avec passage à travers le cerceau en vol sans le toucher par les mains puis d'une reprise directe du cerceau en rotation par la jambe en arrière, en dehors du champ visuel. Elle exécute cette originalité en 2016.

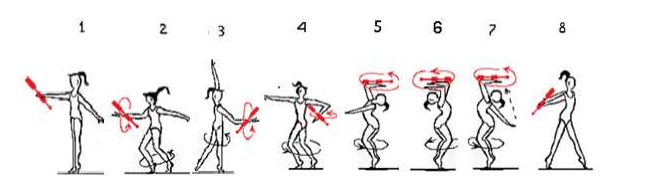
Originalité aux massues - Mamun

Massues : Elle est l'auteure d'une Originalité à cet engin, approuvée par la Fédération internationale de gymnastique pour le cycle olympique 2013-2016 et d'une valeur de 0.400 point. Elle exécute une rotation de 2 massues fixées ensemble sur le plan vertical, ensuite sur le plan horizontal sans l’aide des mains, en les passant de l’avant-bras droit à l’avant-bras gauche. Elle exécute cette originalité de 2015 à 2016.

## Musique

### Cerceau
|      | Musique                                                                |
| ---- | ---------------------------------------------------------------------- |
| 2016 | Concerto de Berlin - Vladimir Cosma (2d)                               |
| 2016 | Concerto pour violoncelle no 1 en sol mineur - Dmitri Kabalevski (1er) |
| 2015 | Oblivion - Gidon Kremer                                                |
| 2014 | Spartacus - Aram Khatchatourian                                        |
| 2013 | Fandango (Doña Francisquita) - Amadeo Vives                            |
| 2012 | La Bohème - Charles Aznavour                                           |

### Ballon
|      | Musique                                              |
| ---- | ---------------------------------------------------- |
| 2016 | Morceaux de fantaisie : Elégie - Sergueï Rachmaninov |
| 2015 | Boléro - Maurice Ravel                               |
| 2014 | Memorial - Michael Nyman                             |
| 2013 | Nocturne no 20 en do dièse mineur - Frédéric Chopin  |
| 2012 | Song from a Secret Garden - Secret Garden            |
| 2011 | Song from a Secret Garden - Secret Garden            |

### Massues
|      | Musique                                                                |
| ---- | ---------------------------------------------------------------------- |
| 2016 | We Will Rock You - Queen                                               |
| 2015 | Single Ladies (Put a Ring on It) - Beyoncé                             |
| 2014 | Sphynx (Club Mix) - Giampiero Ponte, Moran                             |
| 2014 | Lolo, Lolo, Lolo - Sevda Alakbarzadeh (1er)                            |
| 2013 | I Love Paris - Peter Cincotti (interprète)                             |
| 2012 | Andalucia / Taliquete - Bill Whelan / Miguel Czachowski                |
| 2011 | Caravane / Der Bauch / Istikhbar - Radar / MC Sultan / Gnawa Diffusion |

### Ruban
|      | Musique                                                                                      |
| ---- | -------------------------------------------------------------------------------------------- |
| 2016 | Le Lac des cygnes - Piotr Ilitch Tchaïkovski (arrangement par Clint Mansell pour Black Swan) |
| 2015 | Grand duo pour piano et violoncelle - Galina Oustvolskaïa                                    |
| 2014 | Giselle - Adolphe Adam                                                                       |
| 2013 | Echo Of Love - Anna German                                                                   |
| 2012 | Ne me quitte pas - Jacques Brel (2d)                                                         |
| 2012 | Money, Money, Money - ABBA (1er)                                                             |
| 2011 | Tombe la neige - Raymond Lefebvre                                                            |

## Palmarès
Dans un souci de clarté, seulement les médailles obtenues aux championnats du monde et d'Europe, ainsi qu'aux Jeux Olympiques et Européens sont mentionnées. Sont omises les médailles remportées lors de Tournois dans le cadre du circuit Grand Prix ou Coupe du Monde, ainsi que les autres rencontres sportives.

### Jeux olympiques
- Rio de Janeiro 2016
  -  médaille d'or au concours général concours individuel.

### Championnats du Monde
- Kiev 2013
  -  médaille de bronze au cerceau.
  -  médaille d'or au ballon.
  -  médaille d'or aux massues.

- Izmir 2014
  -  médaille d'argent au concours général individuel.
  -  médaille d'argent au cerceau.
  -  médaille d'or au ballon.
  -  médaille d'argent aux massues.
  -  médaille d'or au ruban.
  -  médaille d'or au concours général par équipe.

- Stuttgart 2015
  -  médaille d'argent au concours général individuel.
  -  médaille d'argent au cerceau
  -  médaille d'argent au ballon.
  -  médaille d'argent au ruban.
  -  médaille d'or au concours général par équipe.

### Jeux Européens
- Bakou 2015
  -  médaille d'argent au concours général individuel.
  -  médaille d'or au cerceau.

### Championnats d'Europe
- Vienne 2013
  -  médaille d'or au concours général par équipe.
  -  médaille d'argent au cerceau.
  -  médaille d'argent au ballon.
  -  médaille d'argent aux massues.
  -  médaille d'or au ruban.

- Minsk 2015
  -  médaille d'or au concours général par équipe.
  -  médaille d'or au cerceau.
  -  médaille d'argent au ballon.
- Holon 2016
  -  médaille d'argent au concours général.